# Jette Bangová
Jette Bangová (4. února 1914 – 16. února 1964) byla dánská fotografka a filmařka, která je známá díky velké sbírce fotografií a filmů, které pořídila v Grónsku a které zachycují zemi a způsob života jejích obyvatel před zánikem jejich staré kultury.

## Životopis
Bangová se narodila ve Frederiksbergu v roce 1914 jako dcera obchodníka s tabákem. Vyrostla v kodaňské čtvrti Christianshavn poblíž Grønlands Handels Plads, odkud mohla vidět lodě odplouvající do Grónska. Po absolvování filozofie na univerzitě v Kodani strávila tři roky jako studentka u fotografické firmy Jonals Co.(da)
Po dokončení studia šla přímo na dánskou správu Grónska s plánem fotografovat grónské komunity. Přestože je nedokázala přesvědčit o důležitosti svého projektu, získala povolení k cestě do Grónska na vlastní náklady.

## Kariéra
V roce 1936 Bangová poprvé dorazila do Grónska a strávila osm měsíců fotografováním tradičního životního stylu grónských Inuitů, kteří začali vymírat v důsledku evropského vlivu. Cestovala na psích spřeženích a žila s domorodci a sdílela jejich způsob života. Po cestě byly některé její fotografie vystaveny v Dánském muzeu umění a designu v roce 1937 a byly publikovány v její knize Grønland (1940) s předmluvou ministra zahraničí Thorvalda Stauninga. Kniha byla pro Dány velkým přínosem.
Její další expedici v zimě 1938–1939 podpořila dánská správa Grónska, která poskytla motorový člun, osvětlení a pomocníky. V drsných a primitivních podmínkách žila pospolu s Gróňany a většinu zimy trávila v díře v zemi s podlahovou plochou pouhé čtyři metry čtvereční. Připojila se k poštovním spřežením Thule a cestovala přes Melville Bay až do Cape Yorku v okrese Thule. Její cesta vyústila v objevný barevný film Inuit, který byl při promítání v Dánsku v roce 1938 považován za umělecké dílo.
Film měl dvě části, které zobrazovaly staré a nové Grónsko. Reelsy z Melville Bay byly ztraceny při požáru, když byla v Thule, ale stále zůstalo dost materiálu pro čtyřhodinovou produkci. Film měl dvě části, které zobrazovaly staré a nové Grónsko. Některé filmové pásy z Melville Bay byly zničeny při požáru, když byla autorka v Thule, ale stále zůstalo dost materiálu na čtyřhodinovou produkci.
Jette Bangová nějakou dobu doufala, že se vrátí a udělá další záběry, ale její plány byly zastaveny vypuknutím druhé světové války. Teprve po osvobození v roce 1945 mohla ve svém projektu pokračovat.
Mnoho fotografií z filmu bylo publikováno v její knize 30 000 Kilometer med Sneglefart (30 000 kilometrů hlemýždím tempem, 1941). Bangová, dobrá vypravěčka, dokázala poskytnout vynikající popis svých zážitků. S fotoknihou Grønlænderbørn (Grónské děti, 1944) pokračovala ve zprávách o svých cestách a oslovovala dánské školáky.
Do Grónska cestovala ještě pětkrát. Zklamaná tamním moderním vývojem vydala v roce 1961 svou knihu Grønland igen (Opět Grónsko). V roce 1962 cestovala do Grónska naposledy a snažila se přepracovat svůj barevný film z roku 1938; ale nemoc zabránila dalším výletům.
V roce 1959 se zúčastnila archeologické expedice Petera Globa do Bahrajnu, která vedla k jejímu filmu Beduiner (1962).

## Umělecká kritika
Jette Bangová byl první fotografkou, která pořídila detailní portréty Gróňanů. Zatímco dřívější fotografové se více zajímali o jejich oblečení a okolí, ona se více zabývala jejich chováním, čímž vytvořila trvalejší a univerzálnější dojem. 
Fotografie Jette Bangové z Grónska jsou jediným zbývajícím materiálem dokumentujícím starý grónský způsob života, který již téměř vymizel. Její oddanost zemi a jejím lidem byla legendární. Byla také talentovanou autorkou: "Zkroucená tvář úplňku zakopávala o vrcholky špičatých hor na severozápadě jako fakír, který se snaží chodit po loži hřebíků," napsala v 30 000 Kilometer med Sneglefart.
Mnoho z jejích fotografií je v Grónském národním muzeu v Nuuku. Hlavní sbírku 12 000 fotografií má Arktisk Institut v Kodani, který je zpřístupnil na internetu.

## Filmy
- Den yderste Ø (1937)
- Inuit (1938)
- De frivillige arbejdslejre (1941)
- Ad lange veje (1952)
- Et nyt Grønland (1954)
- En boplads v Østgrønland (1961)
- Beduiner (1962)
- Trommedans a Thule (1964)
- Forår i Sermiligaq (TV, 1964)